# شفاري
شُفَارِي (الاسم العلمي: Dipus)، جنس يرابيع. في الوقت الحالي يضم الجنس نوع واحد فقط، اليربوع الشمالي ثلاثي الأصابع (Dipus sagitta)، ينتشر في جميع أنحاء آسيا الوسطى. للجنس سجل أحفوري يعود إلى العصر الميوسيني، مع العديد من الأنواع المنقرضة المعروفة في آسيا. أقدم الأنواع المؤرخة هي Dipus conditor.